# Saulgé
Saulgé är en kommun i departementet Vienne i regionen Nouvelle-Aquitaine i västra Frankrike. Kommunen ligger i kantonen Montmorillon som tillhör arrondissementet Montmorillon. År 2022 hade Saulgé 1 005 invånare.

## Befolkningsutveckling
| Befolkningsutvecklingen i Saulgé 1968–2021 | Befolkningsutvecklingen i Saulgé 1968–2021 | Befolkningsutvecklingen i Saulgé 1968–2021 | Befolkningsutvecklingen i Saulgé 1968–2021 | Befolkningsutvecklingen i Saulgé 1968–2021 |
| ------------------------------------------ | ------------------------------------------ | ------------------------------------------ | ------------------------------------------ | ------------------------------------------ |
|                                            |                                            |                                            |                                            |                                            |
| År                                         |                                            |                                            | Folkmängd                                  |                                            |
| 1968                                       | 1968                                       |                                            | 868                                        |                                            |
| 1975                                       | 1975                                       |                                            | 904                                        |                                            |
| 1982                                       | 1982                                       |                                            | 950                                        |                                            |
| 1990                                       | 1990                                       |                                            | 1 020                                      |                                            |
| 1999                                       | 1999                                       |                                            | 980                                        |                                            |
| 2007                                       | 2007                                       |                                            | 965                                        |                                            |
| 2015                                       | 2015                                       |                                            | 1 019                                      |                                            |
| 2021                                       | 2021                                       |                                            | 996                                        |                                            |